# 2110-те
2110-те години са второто десетилетие на XXII век, обхващащо периода от 1 януари 2110 г. до 31 декември 2119 година.